# لیتل اکیرز (آریزونا)
لیتل اکیرز (به انگلیسی: Little Acres) یک منطقهٔ مسکونی در ایالات متحده آمریکا است که در آریزونا واقع شده‌است. لیتل اکیرز ۱٬۰۳۷ متر بالاتر از سطح دریا واقع شده‌است.